# Championnats du monde de triathlon sprint 2023
Navigation
Édition précédente Édition suivante
La 4e édition des championnats du monde de triathlon sprint, organisée par la fédération internationale de triathlon, se déroule à Hambourg, en Allemagne, le 15 juillet 2023.
La 5e étape des séries mondiales de triathlon de 2023, sert de support à l'attribution du titre de champion du monde de triathlon sur distance sprint.

## Résultats
| Rang               | Nom                  | Pays        | Temps       |
| ------------------ | -------------------- | ----------- | ----------- |
| Médaille d'or      | Cassandre Beaugrand  | France      | 21 min 35 s |
| Médaille d'argent  | Beth Potter          | Royaume-Uni | 21 min 45 s |
| Médaille de bronze | Laura Lindemann      | Allemagne   | 21 min 47 s |
| 4                  | Annika Koch          | Allemagne   | 21 min 52 s |
| 5                  | Marlene Gomez-Göggel | Allemagne   | 21 min 55 s |
| 6                  | Nicole Van Der Kaay  | Pays-Bas    | 21 min 57 s |
| 7                  | Taylor Spivey        | États-Unis  | 21 min 59 s |
| 8                  | Cathia Schär         | Suisse      | 22 min 00 s |
| 9                  | Jolien Vermeylen     | Belgique    | 22 min 07 s |
| 10                 | Summer Rappaport     | États-Unis  | 22 min 30 s |

| Rang               | Nom                  | Pays             | Temps       |
| ------------------ | -------------------- | ---------------- | ----------- |
| Médaille d'or      | Hayden Wilde         | Nouvelle-Zélande | 19 min 26 s |
| Médaille d'argent  | Vasco Vilaça         | Portugal         | 19 min 28 s |
| Médaille de bronze | Alex Yee             | Royaume-Uni      | 19 min 28 s |
| 4                  | Kristian Blummenfelt | Norvège          | 19 min 32 s |
| 5                  | Matthew Hauser       | Australie        | 19 min 33 s |
| 6                  | Max Studer           | Suisse           | 19 min 38 s |
| 7                  | Miguel Hidalgo       | Brésil           | 19 min 41 s |
| 8                  | Tim Hellwig          | Allemagne        | 19 min 44 s |
| 9                  | Tyler Mislawchuk     | Canada           | 19 min 47 s |
| 10                 | Csongor Lehmann      | Hongrie          | 19 min 52 s |

| Distances course (kilomètres) | Distances course (kilomètres) | Distances course (kilomètres) |
| Natation                      | Vélo                          | Course à pied                 |
| ----------------------------- | ----------------------------- | ----------------------------- |
| 250 à 500 m                   | 6,5 à 13 km                   | 1,7 à 3,5 km                  |

## Tableau des médailles
| Rang  | Nation           | Or | Argent | Bronze | Total |
| ----- | ---------------- | -- | ------ | ------ | ----- |
| 1     | France           | 1  | 0      | 0      | 1     |
| -     | Nouvelle-Zélande | 1  | 0      | 0      | 1     |
| 3     | Royaume-Uni      | 0  | 1      | 1      | 2     |
| 4     | Portugal         | 0  | 1      | 0      | 1     |
| 5     | Allemagne        | 0  | 0      | 1      | 1     |
| Total | Total            | 2  | 2      | 2      | 6     |